# Rolling Thunder (videogioco)
Rolling Thunder (ローリングサンダー?, Rōringu Sandā) è un videogioco arcade a piattaforme e sparatutto, sviluppato nel 1986 e pubblicato da Namco.
È stato convertito per numerosi home computer e per il Nintendo Entertainment System, e incluso in varie raccolte della serie Namco Museum per PlayStation, PlayStation 2, PlayStation Portable, Nintendo GameCube e Xbox 360, oltre ad essere stato distribuito per Wii tramite Virtual Console (versione arcade). Sono stati poi realizzati due seguiti del videogioco, Rolling Thunder 2 e Rolling Thunder 3.

## Trama
Il protagonista è l'agente Albatross, un membro della WCPO (World Crime Police Organization), organizzazione mondiale di controspionaggio. La sua missione è quella di salvare la fidanzata e collega Leila Blitz, rapita dai terroristi della Geldra, il cui covo si trova a New York. Albatross si fa strada lungo i corridoi, i magazzini e i passaggi sotterranei del quartier generale, eliminando i nemici con armi da fuoco. Alla fine deve vedersela con il leader della Geldra, Maboo (in molte versioni mostrato come un individuo dalla pelle verde), per poter salvare Leila Blitz.
Nella sequenza conclusiva (versione arcade) si vedono quattro terroristi superstiti prendersi a schiaffi tra loro, mentre Leila è finalmente tornata al fianco di Albatross.

## Modalità di gioco
Il gioco è uno sparatutto con piattaforme a scorrimento orizzontale e talvolta verticale. 
I livelli del gioco sono due, ciascuno dei quali suddiviso in cinque tappe, per un totale quindi di dieci: entrambe le fasi si svolgono nel covo della Geldra e la seconda è sostanzialmente una versione modificata e più difficile della prima. Nelle versioni arcade, se è abilitata l'impostazione nei DIP switch, il giocatore ha la possibilità di iniziare il gioco da qualsiasi tappa del primo livello. L'obiettivo in ogni tappa è sempre quello di arrivare in fondo al percorso nel tempo limite.
L'eroe può camminare in direzione sinistra-destra, saltare, accovacciarsi e sparare in orizzontale. Spesso le piattaforme sono disposte in modo da formare due piani e si può passare dall'una all'altra con un salto verticale più ampio. Si usano il joystick e, nella versione arcade, due tasti: uno per sparare e l'altro per saltare, mentre su computer si salta muovendo verso l'alto. In ogni caso il balzo da un piano all'altro si effettua combinando pulsante e movimento verticale. Su tutti i piani sono presenti numerose porte, dalle quali fuoriescono i nemici, e che il protagonista può sfruttare per nascondersi sfuggendo in tal modo ai pericoli, ma solo per un secondo.
Le vite a disposizione sono tre, con punti ferita: altre vite possono essere ottenute al raggiungimento di determinati punteggi.
Albatross inizia la sua missione armato con una pistola standard, in seguito eventualmente sostituibile con un fucile d'assalto automatico che permette una raffica continua tenendo premuto il pulsante di sparo. Il giocatore può trovare munizioni o il fucile entrando in determinate stanze. Se Albatross esaurisce le munizioni del fucile, perderà quest'arma e tornerà alla pistola. Se anche quest'ultima rimane scarica, il giocatore potrà usare un'arma da fuoco d'emergenza, con una cadenza di fuoco piuttosto modesta. 
La maggior parte dei terroristi sono uomini incappucciati noti come "Maskers": ve ne sono diversi, con abiti variamente colorati; alcuni usano armi da fuoco, altri invece lanciano granate. Possono anche colpire in modalità corpo a corpo, ma a differenza dei proiettili in questo modo Albatross non perde immediatamente una vita, bensì subisce una riduzione dell'energia. La Geldra include poi terroristi ninja; i rimanenti nemici sono costituiti da pantere, laser automatici, torce umane e mutanti vari.

## Colonna sonora
Le musiche si devono a Junko Ozawa.